# Fútbol playa en los Juegos Suramericanos de Playa de 2023
El fútbol playa en los Juegos Suramericanos de Playa de Santa Marta 2023 estuvo compuesto por un torneo masculino realizado entre el 18 y 21 de julio de 2023.

## Equipos participantes
En cursiva el equipo debutante. 
| Equipos participantes | Equipos participantes | Equipos participantes | Equipos participantes |
| --------------------- | --------------------- | --------------------- | --------------------- |
| Argentina             | Brasil                | Colombia              | Ecuador               |
| Panamá                | Paraguay              | Uruguay               | Venezuela             |

## Sistema de disputa
Los equipos que terminaron en los primeros puestos de cada grupo avanzaron al partido por la medalla de oro, los segundos equipos avanzaron al partido por la medalla de bronce. Los equipos que terminaron en tercer y cuarto lugar procedieron a jugar partidos de consolación contra los equipos que terminaron en la misma posición en el otro grupo para determinar su clasificación final.

## Primera fase

### Grupo A
| Equipo   | Pts | PJ | PG | PG+ | PG++ | PP | GF | GC | Dif |
| -------- | --- | -- | -- | --- | ---- | -- | -- | -- | --- |
| Colombia | 9   | 3  | 3  | 0   | 0    | 0  | 20 | 13 | +7  |
| Paraguay | 6   | 3  | 2  | 0   | 0    | 1  | 20 | 11 | +9  |
| Panamá   | 3   | 3  | 1  | 0   | 0    | 2  | 12 | 19 | -7  |
| Ecuador  | 0   | 3  | 0  | 0   | 0    | 3  | 9  | 18 | -9  |

| Fecha                      | Lugar       |          |                     | Resultado |                     |          |
| -------------------------- | ----------- | -------- | ------------------- | --------- | ------------------- | -------- |
| 18 de julio de 2023, 10:30 | Santa Marta | Colombia | Bandera de Colombia | 6:5       | Bandera de Paraguay | Paraguay |
| 18 de julio de 2023, 14:30 | Santa Marta | Ecuador  | Bandera de Ecuador  | 3:5       | Bandera de Panamá   | Panamá   |
| 19 de julio de 2023, 9:00  | Santa Marta | Panamá   | Bandera de Panamá   | 3:8       | Bandera de Paraguay | Paraguay |
| 19 de julio de 2023, 16:25 | Santa Marta | Colombia | Bandera de Colombia | 6:4       | Bandera de Ecuador  | Ecuador  |
| 20 de julio de 2023, 14:30 | Santa Marta | Ecuador  | Bandera de Ecuador  | 2:7       | Bandera de Paraguay | Paraguay |
| 20 de julio de 2023, 16:00 | Santa Marta | Panamá   | Bandera de Panamá   | 4:8       | Bandera de Ecuador  | Colombia |

### Grupo B
| Equipo    | Pts | PJ | PG | PG+ | PG++ | PP | GF | GC | Dif |
| --------- | --- | -- | -- | --- | ---- | -- | -- | -- | --- |
| Brasil    | 9   | 3  | 3  | 0   | 0    | 0  | 18 | 13 | +5  |
| Argentina | 3   | 3  | 1  | 0   | 0    | 2  | 12 | 12 | 0   |
| Uruguay   | 3   | 3  | 1  | 0   | 0    | 2  | 17 | 16 | +1  |
| Venezuela | 1   | 3  | 0  | 0   | 1    | 2  | 13 | 19 | -6  |

| Fecha                      | Lugar       |           |                      | Resultado      |                      |           |
| -------------------------- | ----------- | --------- | -------------------- | -------------- | -------------------- | --------- |
| 18 de julio de 2023, 9:00  | Santa Marta | Uruguay   | Bandera de Uruguay   | 8:4            | Bandera de Venezuela | Venezuela |
| 18 de julio de 2023, 16:00 | Santa Marta | Brasil    | Bandera de Brasil    | 4:3            | Bandera de Argentina | Argentina |
| 19 de julio de 2023, 10:30 | Santa Marta | Brasil    | Bandera de Brasil    | 7:5            | Bandera de Uruguay   | Uruguay   |
| 19 de julio de 2023, 14:30 | Santa Marta | Venezuela | Bandera de Venezuela | 4:4 (5:4 pen.) | Bandera de Argentina | Argentina |
| 20 de julio de 2023, 9:00  | Santa Marta | Uruguay   | Bandera de Uruguay   | 4:5            | Bandera de Argentina | Argentina |
| 20 de julio de 2023, 10:30 | Santa Marta | Venezuela | Bandera de Venezuela | 5:7            | Bandera de Brasil    | Brasil    |

## Fase final

### 7.nopuesto
| Fecha                     | Lugar       |         |                    | Resultado |                      |           |
| ------------------------- | ----------- | ------- | ------------------ | --------- | -------------------- | --------- |
| 21 de julio de 2023, 8:30 | Santa Marta | Ecuador | Bandera de Ecuador | 2:5       | Bandera de Venezuela | Venezuela |

### 5.nopuesto
| Fecha                      | Lugar       |        |                   | Resultado |                    |         |
| -------------------------- | ----------- | ------ | ----------------- | --------- | ------------------ | ------- |
| 21 de julio de 2023, 10:00 | Santa Marta | Panamá | Bandera de Panamá | 2:3       | Bandera de Uruguay | Uruguay |

### 3.erpuesto
| Fecha                      | Lugar       |          |                     | Resultado  |                      |           |
| -------------------------- | ----------- | -------- | ------------------- | ---------- | -------------------- | --------- |
| 21 de julio de 2023, 11:30 | Santa Marta | Paraguay | Bandera de Paraguay | 5:6 (pró.) | Bandera de Argentina | Argentina |

### Final
| Fecha                      | Lugar       |          |                     | Resultado |                   |        |
| -------------------------- | ----------- | -------- | ------------------- | --------- | ----------------- | ------ |
| 21 de julio de 2023, 13:10 | Santa Marta | Colombia | Bandera de Colombia | 2:6       | Bandera de Brasil | Brasil |

## Posiciones
| Pos.              | Equipo    |
| ----------------- | --------- |
| Medalla de oro    | Brasil    |
| Medalla de plata  | Colombia  |
| Medalla de bronce | Argentina |
| 4                 | Paraguay  |
| 5                 | Uruguay   |
| 6                 | Panamá    |
| 7                 | Venezuela |
| 8                 | Ecuador   |

## Clasificación general
| Pos. | Equipo    | Pts | PJ | PG | PG+ | PG++ | PP | GF | GC | Dif. | Rend. |
| ---- | --------- | --- | -- | -- | --- | ---- | -- | -- | -- | ---- | ----- |
| 1    | Brasil    | 12  | 4  | 4  | 0   | 0    | 0  | 24 | 15 | +9   | 100%  |
| 2    | Colombia  | 9   | 4  | 3  | 0   | 0    | 1  | 22 | 19 | +3   | 75%   |
| 3    | Argentina | 5   | 4  | 1  | 1   | 0    | 2  | 18 | 17 | +1   | 41,6% |
| 4    | Paraguay  | 6   | 4  | 2  | 0   | 0    | 2  | 25 | 17 | +8   | 50%   |
| 5    | Uruguay   | 6   | 4  | 2  | 0   | 0    | 2  | 20 | 18 | +2   | 50%   |
| 6    | Panamá    | 3   | 4  | 1  | 0   | 0    | 3  | 14 | 22 | -8   | 25%   |
| 7    | Venezuela | 4   | 4  | 1  | 0   | 1    | 2  | 18 | 21 | -3   | 33,3% |
| 8    | Ecuador   | 0   | 4  | 0  | 0   | 0    | 4  | 11 | 23 | -12  | 0%    |

## Medallero
| Evento    | Oro    | Plata    | Bronce    |
| --------- | ------ | -------- | --------- |
| Masculino | Brasil | Colombia | Argentina |